# Les Gens qui s'aiment
Pour plus de détails, voir Fiche technique et Distribution.
Les Gens qui s'aiment est un film français coproduit avec la Belgique, le Luxembourg et l'Espagne réalisé par Jean-Charles Tacchella, sorti en 2000.

## Fiche technique
- Titre : Les Gens qui s'aiment
- Réalisation : Jean-Charles Tacchella
- Scénario : Jean-Charles Tacchella
- Assistant-réalisateur : Christophe Andrei, Jean-Noel Chazelle
- Photographie : Dominique Chapuis
- Montage : Anna Ruiz
- Musique : Raymond Alessandrini
- Costumes : Annie Bodin
- Casting : Ginette Tacchella
- Producteur : Gérard Jourd'hui
- Société de production : Artémis Productions, Blue Dahlia Productions, Canal+, France 3, JCT Productions, Samsa Film, Tornasol Films
- Distributeur : CTV International
- Pays d'origine :  France |  Belgique |  Luxembourg |  Espagne
- Langue : français
- Format : couleur - Dolby
- Genre : comédie dramatique
- Durée : 90 minutes
- Dates de sortie :
  - France : 5 juillet 2000

## Distribution
- Richard Berry : Jean-Francois
- Jacqueline Bisset : Angie
- Julie Gayet : Winnie
- Bruno Putzulu : 	Laurent
- Marie Collins : Juliette
- Sandrine Bonjean : La sœur de Winnie
- Véronique Boulanger : La femme avec le chien
- Mirabelle Kirkland : La petite amie de Laurent
- Virgile Bayle : Le petit ami de Winnie
- Christophe Andrei : Le chauffeur de taxi
- Catherine Hubeau : La journaliste
- Mélanie Doutey
- Françoise Caillaud
- Denis Cherer
- Bertrand Lacy